# Кастело (Лоди)
Кастело (итал. Castello) је насеље у Италији у округу Лоди, региону Ломбардија.
Према процени из 2011. у насељу је живело 50 становника. Насеље се налази на надморској висини од 61 м.